# Eu Me Lembro
Eu me lembro é um filme de drama brasileiro de 2005. O roteiro é de Edgard Navarro e conta a história de Guiga, um menino que vai descobrindo “um novo mundo”. O filme se constrói através do crescimento do personagem Guiga, nascido em Salvador.  O longa acompanha Guiga desde a infância até a sua vida adulta, que ocorre entre os acontecimentos históricos no Brasil nas décadas de 50, 60 e 70. No decorrer da história, Guiga vai descobrindo um novo mundo, com questionamentos sobre religião e sexualidade.

## Sinopse
O filme acompanha a vida de Guiga, junto com os acontecimentos históricos no Brasil, nas décadas de 50,60,70. Guida nasceu numa família com dois lados. Aurora (mãe) mostra um novo lado da vida, a vida que ele não conhecia. Já seu pai, Guilherme, tem um gênio puritano, que causa conflitos em Guiga, a respeito desse novo mundo que ele está descobrindo e conhecendo. O filme se passa num período regado por mudanças políticas e sociais. Guida acaba se tornando politicamente ativo.

## Críticas
O filme recebeu criticas positivais, principalmente sobre a visão do diretor. Cássio Starling Carlos, critico da Folha de S.Paulo, disse: "Navarro procura estabelecer, antes de tudo, uma empatia com o espectador por meio da identificação com seu protagonista, o garoto Guiga, que se transformará sob nosso olhar em adolescente rebelde, jovem libertário e adulto em crise. É em particular na primeira parte dessa história que o filme de Navarro é mais feliz porque se distingue por um encanto lírico típico da nostalgia. No prólogo dessa vida condenada, como a de milhões de nós, é que se encontra mais do que se chama comum".
O critico Federico Fellini, também da Folha de S.Paulo, elogia o envolvimento do filme com os fatos históricos: "Quando sai dessa vertente, o filme se torna menos interessante. É o que acontece quando avança no tempo e tenta deixar claro o efeito traumático das mutações históricas. Um ponto de ruptura dramático o reconduz para um eixo demasiado explicativo e, a partir daí, o destino do protagonista passa a rimar mais com os desatinos sociais do país".

## Elenco
| Arly Arnaud     | Aurora/Mãe de Guiga |
| Dantlen en Melo | Guiga               |
| Fernando Fulco  | Pedro/Tio de Guiga  |
| Lucas Valadares | Guiga/Adulto        |
| Nélia Carvalho  | Maria Maluca        |
| Victor Porfirio | Guiga/ 11 anos      |

## Exibição
Lançado no dia 29 de Setembro em 2008, o longa foi distribuído pela Pandora Filmes e foi exibido em vários festivais, principalmente no Première Brasil, no Festival do Rio 2006.

## Premiações
| Ano  | Prêmio                         | Categoria                | Recipiente                | Resultado | Ref.  |
| ---- | ------------------------------ | ------------------------ | ------------------------- | --------- | ----- |
| 2005 | Festival de Cinema de Brasília | Melhor Filme             | Edgard Navarro            | Venceu    | [ 3 ] |
| 2005 | Festival de Cinema de Brasília | Melhor Diretor           | Edgard Navarro            | Venceu    | [ 3 ] |
| 2005 | Festival de Cinema de Brasília | Melhor Roteiro           | Edgard Navarro            | Venceu    | [ 3 ] |
| 2005 | Festival de Cinema de Brasília | Melhor Atriz             | Arly Arnaud               | Venceu    | [ 3 ] |
| 2005 | Festival de Cinema de Brasília | Melhor Ator Coadjuvante  | Fernando Nevez            | Venceu    | [ 3 ] |
| 2005 | Festival de Cinema de Brasília | Melhor Atriz Coadjuvante | Valderez Freitas Teixeira | Venceu    | [ 3 ] |